# كازوهيرو أوغورا
كازوهيرو أوغورا (باليابانية: 小倉 一浩) (10 مايو 1972 في أوساكا في اليابان – )؛ هو لاعب كرة قدم سابق كان يلعب كمهاجم.